# Laval-sur-Tourbe
Laval-sur-Tourbe település Franciaországban, Marne megyében. Lakosainak száma 49 fő (2022. január 1.). Laval-sur-Tourbe Courtémont, Minaucourt-le-Mesnil-lès-Hurlus, Saint-Jean-sur-Tourbe, Somme-Suippe és Wargemoulin-Hurlus községekkel határos.

## Népesség
A település népességének változása:
| Lakosok száma | 82   | 59   | 55   | 47   | 54   | 57   | 58   | 54   | 52   | 49   |
|               | 1968 | 1982 | 1990 | 2006 | 2013 | 2015 | 2017 | 2019 | 2020 | 2022 |